# Jun'ichirō Tanizaki
Jun'ichirō Tanizaki (谷崎 潤一郎, Tanizaki Jun'ichirō) (24 de juliol de 1886 - 30 de juliol de 1965) va ser un escriptor japonès àmpliament considerat per la crítica com la pedra angular de la novel·la del segle XX al Japó. El to i el tema de la seva obra va des de representacions impactants de la sexualitat i obsessions eròtiques destructives fins a retrats subtils de la dinàmica de la vida familiar en el context dels ràpids canvis de la societat japonesa del segle xx. Sovint, les seves històries es narren en el context d'una recerca d'identitat cultural en la qual es juxtaposen les construccions culturals occidentals i la tradició japonesa. Va ser un dels sis autors a la llista final del Premi Nobel de Literatura el 1964, l'any abans de la seva mort.

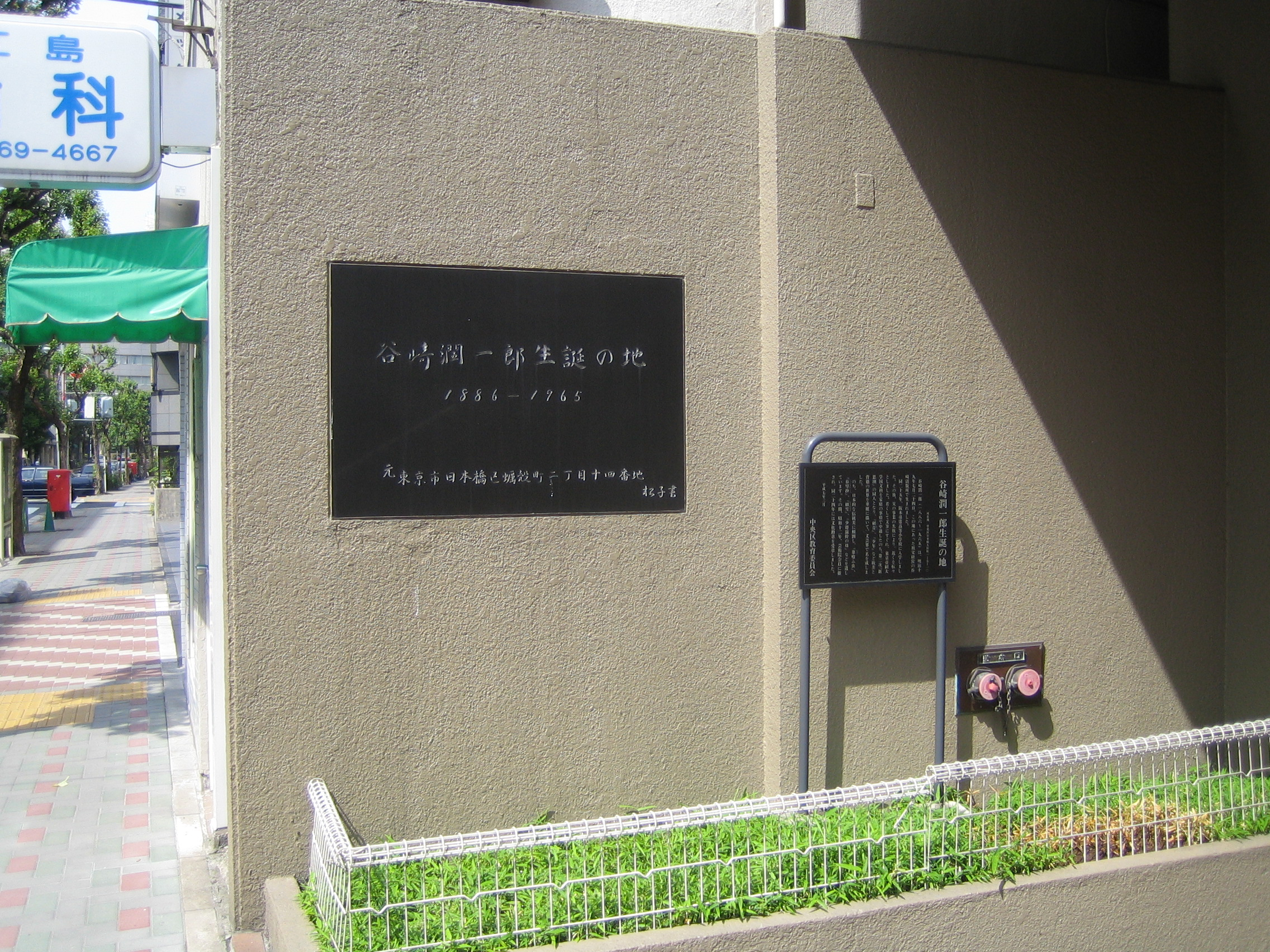
Lloc de naixement de Jun'ichirō Tanizaki (谷崎潤一郎) a Chūō, Tòquio, Japó.

Juntament a figures decisives com Ōgai Mori, Natsume Sōseki, Ryūnosuke Akutagawa, Yasunari Kawabata, Yukio Mishima i Kōbō Abe, Tanizaki ha tingut un paper clau en l'encreuament de la cultura i l'art japonesos amb els occidentals durant la transformació modernitzadora del Japó al segle xx. El 1949 se li atorgà el Premi Imperial de Literatura del Japó.

## Biografia
Tanizaki va néixer a l'antic barri de Nihonbashi-ku, a Tòquio al si d'una família benestant tot i que, a causa del fracàs en els negocis del seu pare, va passar una infantesa de penúries econòmiques que gairebé provoca que no pogués accedir a l'educació superior, de no ser per l'ajuda dels seus veïns. L'any 1908 va entrar a la Universitat de Tòquio, però no va poder pagar la matrícula i, per tant, no va acabar els estudis.
L'any 1910 va publicar el seu conte Tatuatge que va fer que fos reconegut com un narrador prometedor però, degut a la seva vida llibertina, no va poder viure de l'ofici d'escriptor fins als quaranta anys. Després del terratrèmol de Kantō de l'any 1923, que va devastar Tòquio i Yokohama, es va traslladar a Kyōto i després a Kobe, temporada en que escriuria les seves obres més representatives.
L'esclat de la Segona Guerra Mundial va afectar també la carrera literària de Tanizaki en ser prohibida la seva obra La tènue neu per ser considerada una obra decadent que no servia per fomentar el patriotisme.

## Obra
Dels seus molts llibres cal mencionar:
- L'amor d'un boig (痴人の愛 Chijin no Ai, 1925)
- Esvàstica (卍 Manji, 1927)
- Hi ha qui prefereix les ortigues (蓼喰う蟲 Tade kuu mushi, 1929)
- El tallador de canyes (蘆刈 Ashikari, 1932)
- Història de Shunkin (春琴抄 Shunkinshō, 1933)
- Elogi de l'ombra (陰翳礼讃 In'ei raisan, 1933)
- La tènue neu (細雪 Sasame Yuki, 1947)
- La mare del capità Shigemoto (少将滋幹の母 Shōshō Shigemoto no haha, 1949)
- La clau (鍵 Kagi, 1956)
- El diari d'un vell boig (瘋癲老人日記 Futen rojin nikki, 1963)

## Obra traduïda al català
- El tallador de canyes. Traducció d'Albert Nolla: Barcelona, Viena, col. El cercle de Viena, 50, 2015. ISBN 978-84-8330-851-6
- Història de Shunkin. Traducció de Ko Tazawa: Barcelona, Lapislàtzuli Editorial, Sèrie de Literatura Japonesa, vol. 5, 2017. ISBN 978-84-947352-0-2.
  - Retrat de Shunkin. Traducció d'Albert Nolla: Barcelona, Viena, col. Petits plaers, 2, 2019. ISBN 978-84-949906-6-3
- Elogi de l'ombra. Traducció d'Albert Nolla: Barcelona, Angle Editorial, 2006.
- El club dels sibarites. Traducció d'Albert Nolla: Barcelona, Viena Edicions, 2019. ISBN 978-84-17998-06-6
- La clau. Traducció d'Albert Nolla: Barcelona, Edicions 62, Le millors obres de la literatura universal-Segle XX, 2002. ISBN 978-84-297-5978-5
  - La clau. Traducció d'Albert Nolla: Barcelona, Viena Edicions, col. El Cercle de Viena, 67, febrer del 2018. ISBN 978-84-8330-980-3